# Émilie Monnet
Pour les articles homonymes, voir Monnet.
Émilie Monnet est une artiste multidisciplinaire autochtone d'origine anichinabée et française établie à Montréal.

## Biographie
Née d'une mère anichinabée et d'un père français, Émilie Monnet est née à Ottawa et a grandi entre l’Outaouais et la Bretagne dans ce double héritage. Elle déménage à Montréal en 2007.
Son travail est à la croisée entre le théâtre, la performance et les arts médiatiques. Elle interroge les notions d'identité, de mémoire, d'héritage, de langage et puise dans la mythologie, les rêves, l'imaginaire.
D’abord formée en sciences sociales, elle étudie les arts médiatiques et a une maîtrise en Études de la Paix et Résolutions de conflits des universités Deusto en Espagne et Uppsala en Suède. En 2008 elle est diplômée du programme d'interprétation Ondinnok en partenariat avec l'École Nationale de Théâtre du Canada.
En 2011, elle obtient avec Moe Clark le prix LOJIQ pour le collectif qu'elles ont fondé Bird Messengers. Elle fonde également les productions Onishka. Institution artistique interdisciplinaire, basée à Montréal, Onishka a pour objectif de créer des liens entre les communautés autochtones francophones et anglophones québécoises, canadiennes, et de partout dans le monde.
En 2016, elle a fondé l'évènement Scènes contemporaines autochtones,, qui a pour objectif de diffuser, produire et valoriser le travail d'artistes autochtones en spectacle vivant.
En 2018, elle entame une résidence de 3 ans au Centre du Théâtre d'Aujourd'hui, où elle présente sa création Okinum en septembre 2018,. Sa pièce Okinum a été publiée par les éditions Les Herbes rouges, et a été finaliste du Prix du Gouverneur Général en 2021,, et a été présentée à l’échelle nationale et internationale dans ses versions anglaise et française.
En 2022, elle achève sa triade sur la figure de Marguerite Duplessis composée de Marguerite : la pierre, Marguerite : la traversée et Marguerite : le feu, en collaboration avec Angélique Wilkie et Marilou Craft. Pendant deux ans, elle a travaillé à reconstruire le passé de cette femme qui l’a inspirée. Sa quête fait l’objet d’un balado documentaire, Marguerite la traversée, dans lequel le récit de l’artiste et des entrevues avec des historiens s’entremêlent.
Elle est artiste en résidence à l’Espace GO jusqu’en 2024 et complète une résidence d’artiste autochtone à l’École nationale de théâtre du Canada, en 2022, une production de Transistor Média, Onishka et le Théâtre autochtone du Centre national des Arts, en collaboration avec La Fabrique culturelle,.
Dans le cadre du  au Festival TransAmériques 2024, elle présente Nigamon/Tunai, une pièce de théâtre immersive produite par Onishka et coécrite avec l'artiste Waira Nina, originaire de la nation autochtone inga, en Amazonie colombienne. Émilie Monnet et Waira Nina utilisent sur scène des instruments inventés par Leonel Vázquez.
Émilie Monnet œuvre également comme militante féministe et pour les droits et la reconnaissance des peuples autochtones. Elle s’est impliquée à l’Association des femmes autochtones du Québec et à l’Organisation des Nations unies. Pour elle, l’art est un outil politique. « Mon arme, c’est la relation avec le public, la possibilité de le rejoindre sur le plan émotionnel, de cœur à cœur. L’art a aussi cette capacité de transformer une colère ou un sentiment, à travers l’abstraction, l’expression, les rencontres et les collaborations. » Ce sont ses divers engagements politiques qui l'amènent à développer sa pratique artistique et à s’impliquer dans des projets auprès des femmes judiciarisées et des jeunes autochtones.
Elle est la sœur aînée de l’artiste visuelle Caroline Monnet.

## Œuvre

### Direction artistique
- 2010 : Kiminike, spectacle sur l’érotisme autochtone, Festival Artivistic, Café Cléopâtre (MTL)
- 2011 : Bird Messengers, M.A.I. (MTL & Vancouver) – sous l’oeil extérieur de Marie Brassard
- 2012 : Chants de deuil, Chants de vie, spectacle théâtre musical, Maison de la Culture (MTL)
- 2013 : recompose, spectacle interdisciplinaire autochtone, Festival Phenomena (MTL)
- 2014 : Nigamon/Tunai, parcours sonore et performatif, Oboro (MTL)
- 2016 : Tsekan, spectacle interdisciplinaire, OFFTA, Montréal
- 2016-18 : Scène contemporaine autochtone/Indigenous Contemporary Scene, programmation spéciale d’arts vivants autochtones au OFFTA, produite par Onishka
- 2019 : Kiciweok, lexique de 13 mots autochtones qui donnent un sens, Centre du Théâtre d'Aujourd'hui (MTL)

### Performance et expositions
- 2017 : Wishes/Souhaits, galerie OBORO, exposition co-créée avec Dayna Danger
- 2017 : This Time Will Be Different, Fonderie Darling, OFFTA (MTL)
- 2017 : Revolutionnary Spy, From the Belly of the Beast event (Brooklyn, NY)
- 2015 : Hand in Hand, VIVA!, Biennale de performance de Montréal (MTL)
- 2014 : Marguerite Duplessis : A Silenced Story of Slavery, Aboriginal Curators Collective, FOFA (MTL)
- 2011 : Ciudad enraizada, Museo nacional de arte colonial (Bogota)
- 2010 : Erasing the Indigenous Way of Life, Articule (MTL)
- 2009 : Totem & Taboos, Dare-Dare (MTL)

### Interprétation
- 2013 : L’écorce de nos silences, m.e.s Clément Cazelais, Productions Ondinnok (MTL)
- 2014 : Nigamon/Tunai, PanAmerican Routes Festival, Aluna Theatre (TO)
- 2015 : Return Home, mise en scène Majdi Bou-Matar, Summerworks Festival (TO) & Impact Festival (KIT)
- 2016 : Tsekan, spectacle interdisciplinaire, OFFTA, Montréal
- 2017 : Wild west show, mise en scène Mani Soleymanlou, Nouveau Théâtre Expérimental, Centre du Théâtre d'Aujourd'hui et Théâtre français du CNA
- 2018 : Myths from the inside, mise en scène Mykalle Bienlinsky, OFFTA, Montréal, présenté au OFFTA et à l'Espace Libre
- 2018 : Identités, mise en scène Séverine Fontaine, Compagnie IKB, Montréal présenté à l'Usine C
- 2018 : Okinum, mise en scène Émilie Monnet, Compagnie Onishka, Montréal, présenté au Centre du Théâtre d'Aujourd'hui
- 2024 : Marguerite : le feu, mise en scène Emilie Monnet, Angélique Willkie

## Prix et honneurs
- 2011 : Prix LOJIQ pour Bird Messengers, meilleur projet Art/culture de l’année (Québec)
- 2016 : Prix Jeunes Mécènes 2016, Conseil des arts de Montréal[21]
- 2021 : Finaliste Prix du Gouverneur général : théâtre de langue française[22] pour Okinum
- 2024 : Lauréate du Prix littéraire Jacques-Poirier—Outaouais pour Marguerite: le feu [23]